# Heinrich Sengelmann Kliniken
Die Heinrich Sengelmann Kliniken gGmbH versorgen mit dem Heinrich Sengelmann Krankenhaus (Bargfeld-Stegen, gegründet 1964) und den Heinrich Sengelmann Tageskliniken in Ahrensburg, Reinbek, Bargteheide und Hamburg-Uhlenhorst im Fachgebiet Psychiatrie, Psychotherapie und Psychosomatik die Bevölkerung Schleswig-Holsteins, der Metropolregion Hamburg und überregional mit stationären, teilstationären, tagesklinischen und ambulanten Angeboten. Eine fünfte psychiatrisch-psychotherapeutische Tagesklinik im Kreis Stormarn in Bad Oldesloe ist in Planung.

## Struktur
Namensgeber der Klinik ist Heinrich Matthias Sengelmann (* 25. Mai 1821, † 3. Februar 1899), ein evangelisch-lutherischer Pastor aus Hamburg und Gründer und der Evangelischen Stiftung Alsterdorf, zu dessen medizinischen Gesellschaften die Heinrich Sengelmann Kliniken zählen.
Das Heinrich Sengelmann Krankenhaus verfügt heute über ein 20 Hektar großes Gelände in ruhiger Naturlandschaft an der nordöstlichen Stadtgrenze der Freien und Hansestadt Hamburg, auf dem sich ein- bis dreistöckige Gebäude in lockerer Bebauung in das Landschaftsbild einfügen. Die Ruhe und Nähe zur Natur fördert die Genesung von den seelischer Erkrankungen.
Auf 10 Stationen mit 220 Betten (vollstationär) werden jährlich durchschnittlich rund 3000 Patienten behandelt. Die Kliniken als gemeinnützige GmbH beschäftigen ca. 280 Mitarbeiter. Die Geschäftsführung besteht aus Matthias R. Lemke als ärztlichem Direktor sowie Andrea Nielsen als kaufmännische Leitung. Außerhalb des Klinikstandortes in Bargfeld-Stegen gewährleisten die Kliniken die wohnortnahe Versorgung psychisch erkrankter Menschen im Kreis Stormarn und in Hamburg durch psychiatrisch-psychotherapeutische Tageskliniken mit angegliederten Institutsambulanzen in Ahrensburg, Reinbek, Bargteheide, Hamburg-Uhlenhorst und Bargfeld-Stegen.

## Behandlungsspektrum
Therapeutische Bereiche:
- Affektive Störungen, Psychotherapie, Psychosomatik
- Psychische Störungen im höheren Lebensalter
- Krisenintervention und Psychosen
- Suchtmedizin und Psychotherapie

Das Therapiespektrum umfasst die Behandlung von akuten psychischen Krisen, Depressionen, Angststörungen, posttraumatischen Belastungsstörungen, Persönlichkeitsstörungen, Psychosen, Demenzen, organisch-psychiatrischen Leiden und bipolaren Störungen. Mit der Suchtmedizin kommen der Qualifizierte Entzug legaler Drogen (Alkohol und Medikamente) sowie der Qualifizierte Entzug illegaler Drogen hinzu. Auch andere Abhängigkeitserkrankungen wie Spielsucht und komorbide Erkrankungen, wie beispielsweise Depressionen mit Medikamentenabhängigkeit, werden behandelt.
Die ganzheitliche psychiatrische und psychotherapeutische Behandlung beinhaltet ärztliche, psychologische und pflegerische Versorgung sowie ein umfangreiches Spektrum an Kreativ- und Körpertherapien. Dazu gehören Ergo-, Physio-, Garten-, Kunst-, Werk-, Musik-, Tanz- und Reittherapie sowie Kognitives Training. Außerdem gibt es ein eigenes Schwimmbad, eine Sporthalle, ein Restaurant, ein Seelsorgezentrum, Schafe sowie einen 3000 Quadratmeter großen „Garten für die Sinne“ mit Streuobstwiese, Bauerngarten und Pflanztischen.

## Geschichte

### Gründung
Auf dem Gut Stegen im Kreis Storman trafen sich am 9. Oktober 1955 der Hamburger Landesbischof Volkmar Herntrich, Mitglieder des Vorstands der Alsterdorfer Anstalten, Mitarbeiter der Hamburger Gesundheitsbehörde und zwei Architekten. Anlass des Besuchs war die dramatische Überbelegung der psychiatrischen Abteilungen im Allgemeinen Krankenhaus Ochsenzoll in Hamburg. Mit dem Bau eines psychiatrischen Krankenhauses auf schleswig-holsteinischem Gebiet, nur vier Kilometer von der Hamburger Landesgrenze entfernt, wollte der Hamburger Senat Entlastung schaffen.
1958 bewilligte die Hamburgische Bürgerschaft einstimmig eine Staatsbeihilfe für den Bau einer Heil- und Pflegeanstalt auf dem Gelände des Gutes Stegen. Bei den Planungen für das neue Krankenhaus sprachen die Beteiligten von einer „Stadt im Grünen“ oder auch von einem „Hospitaldorf“.
1960 genehmigte der Hamburger Senat den Gesamtkostenvoranschlag für die geplante Klinik. Die Grundsteinlegung erfolgte ein Jahr später. Fertiggestellt wurde das Heinrich Sengelmann Krankenhaus 1964; Anfang Oktober wechselten die ersten 50 Patientinnen aus dem Krankenhaus Ochsenzoll nach Stegen, bis 1974 wurden ausschließlich weibliche Patienten aufgenommen. Am 14. Oktober 1964 fand die Einweihung der seinerzeit modernsten psychiatrischen Krankenanstalt der Bundesrepublik statt. Erster Chefarzt des HSK wurde Georg Kaps.

### Entwicklung bis 2005
Das Heinrich Sengelmann Krankenhaus wurde 1989 in den Bedarfsplan Schleswig-Holsteins und Hamburgs aufgenommen. Es wurden neue Angebote entwickelt, eine Psychotherapie-Station sowie eine Gerontopsychiatrie-Station für ältere Menschen kamen hinzu. Behandlungsformen wurden neu überdacht und weiterentwickelt.
Ein weiterer Meilenstein war die Eröffnung der Psychiatrischen Tagesklinik in Ahrensburg Anfang der 1990er Jahre. Diese damals noch neuartige, halbstationäre Behandlungsform ist heute eine wichtige Säule der psychiatrischen Versorgung im Land. Kurz darauf wurde an gleicher Stelle die erste psychiatrische Institutsambulanz Schleswig-Holsteins geschaffen.

### 2005 bis heute
Im Jahr 2005 wurde die Klinik eine gemeinnützige GmbH und kann damit finanzpolitisch, personell und fachlich eigenständiger agieren. Alleiniger und Hauptgesellschafter ist die Evangelische Stiftung Alsterdorf.
Nachdem das 1981 fertiggestellte Schwimmbad aus Kostengründen im Jahr 2000 geschlossen worden war, wurde es 2005 für Patienten, Mitarbeiter, Gruppen der Rheumaliga, Schulklassen und die Bevölkerung wiedereröffnet.
2008 ging Hans-Joachim Funke, seit 2000 ärztlicher Leiter, in den Ruhestand. Mit Matthias R. Lemke kam ein neuer Chefarzt und ärztlicher Direktor. Mit ihm etablierte sich die psychotherapeutische Behandlung auf allen Klinikstationen und eine verstärkte Öffnung nach außen wird gefördert.
Seit 2008 gibt es eine Ethikgruppe, 2011 entstand der „Garten für die Sinne“ und 2012 neben der Station für Gerontopsychiatrie ein neues Haus für die Station M, auf der Menschen mit Doppeldiagnosen behandelt werden können.
„Früher war die psychiatrische Klinik auf dem Lande ein Schreckgespenst, in der Leute weggesperrt wurden“, hieß es in der Festrede des ärztlichen Direktors Matthias R. Lemke zum 50-jährigen Bestehen der Klinik. Heute stelle sie einen Schutzraum in einer immer anstrengender werdenden Gesellschaft für Menschen mit seelischen Erkrankungen dar, die sich nach der Behandlung dort wieder ihren privaten und beruflichen Aufgaben stellen können.
2015 wurde die für die Menschen im Kreis Stormarn die Heinrich Sengelmann Tagesklinik Bargteheide eröffnet. 2018 eröffnete die die Heinrich Sengelmann Tagesklinik Hamburg-Uhlenhorst ihr Angebot für die Bürger der Freien und Hansestadt Hamburg.

## Kooperationen
Im Evangelischen Krankenhaus Alsterdorf können bei Patienten der Heinrich Sengelmann Kliniken körperliche Nebendiagnosen gestellt und versorgt sowie neurologische Erkrankungen als Ursache psychischer Krankheitssymptome ausgeschlossen werden.
Es besteht eine enge Kooperation mit einer weiteren Tochtergesellschaft der Evangelischen Stiftung Alsterdorf: die gemeinnützige klaarnoord GmbH. Sie verfügt im Kreis Stormarn über eine Vielzahl an Häusern, Wohnungen, Tagesstätten und ambulanten Angeboten, mit denen sie Menschen mit langwierigen psychischen Störungen sowie Suchterkrankten beim Führen eines möglichst eigenständigen Lebens unterstützt.
Seit 2013 ist auch die gemeinnützige Beruf und Familie Stormarn GmbH Kooperationspartner. Durch seine Notfallbetreuung sorgt das Unternehmen dafür, dass Mitarbeiterinnen und Mitarbeitern mit Kindern beim Ausfall von Tagesmutter, Kindergarten oder Schule ein kompetenter Ersatz zur Verfügung gestellt wird.